# Catedral de Santa María de Ciudad Rodrigo
La catedral de Santa María es un templo católico de Ciudad Rodrigo, en España. Su construcción, promovida inicialmente por el rey Fernando II de León en torno a 1168 y continuada por sus sucesores en el trono, se llevó a cabo entre los siglos XII y XIV. Pertenece por su estilo al llamado «grupo de Salamanca», junto con la catedral vieja de Salamanca, la catedral de Zamora y la colegiata de Toro. En su interior posee tres naves escalonadas con bóvedas octopartitas. El edificio ha sufrido distintas reformas como la reedificación de la Capilla Mayor en 1550 gracias al patronazgo del cardenal Tavera.

## Las portadas

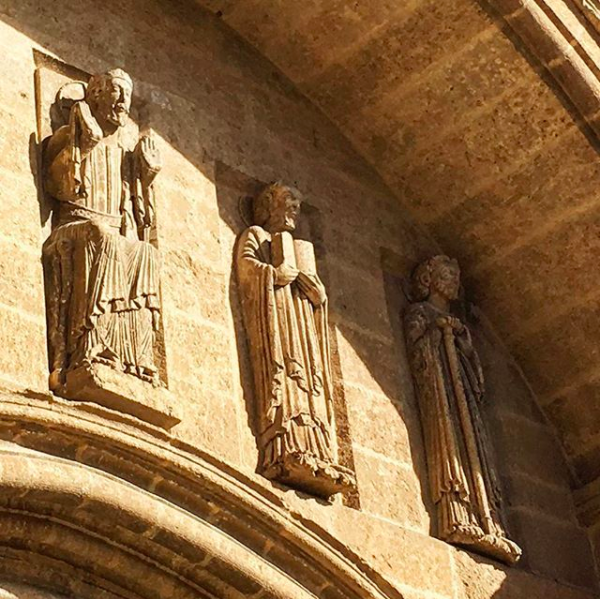
Esculturas románicas en la portada este

Las puertas de la catedral son cuatro. En el crucero, en el lado de la epístola se abre la puerta de las cadenas (llamada así por haber presentado cadenas que delimitaban su atrio). Consta de un hermoso friso gótico con doce figuras del Antiguo Testamento y un tímpano en el que en la Edad Moderna se colocaron cuatro figuras románicas: de izquierda a derecha San Juan, San Pedro, Cristo Pantocrátor, San Pablo y Santiago con los atributos de peregrino. En el otro crucero se abre la Puerta de Amayuelas, con arco polilobulado. A los pies de la nave principal el Pórtico del Perdón, al estilo del Pórtico de la gloria de Santiago, con un románico arcaico contiene cinco frisos historiados centrándose en los misterios marianos y de la Pasión, representando en las arquivoltas los coros del Juicio (Santos, Mártires... Ángeles), centrando el tímpano la imagen de la coronación de María, quien también protagoniza la talla que corona el parteluz.
Las ventanas del triforio son excepcionales, a decir de Gómez Moreno "las mejores del románico", con tres ventanas reales y solo una abierta al exterior, símbolo de la trinidad. La torre fue elevada por Juan de Sagarvinaga a finales del siglo XVIII en estilo neoclásico, tras el derrumbe de la segunda torre durante el terremoto de Lisboa (la catedral había contado con otra tercera, que fue desmochada tras la guerra de las comunidades).

## Las capillas

### Capilla Mayor

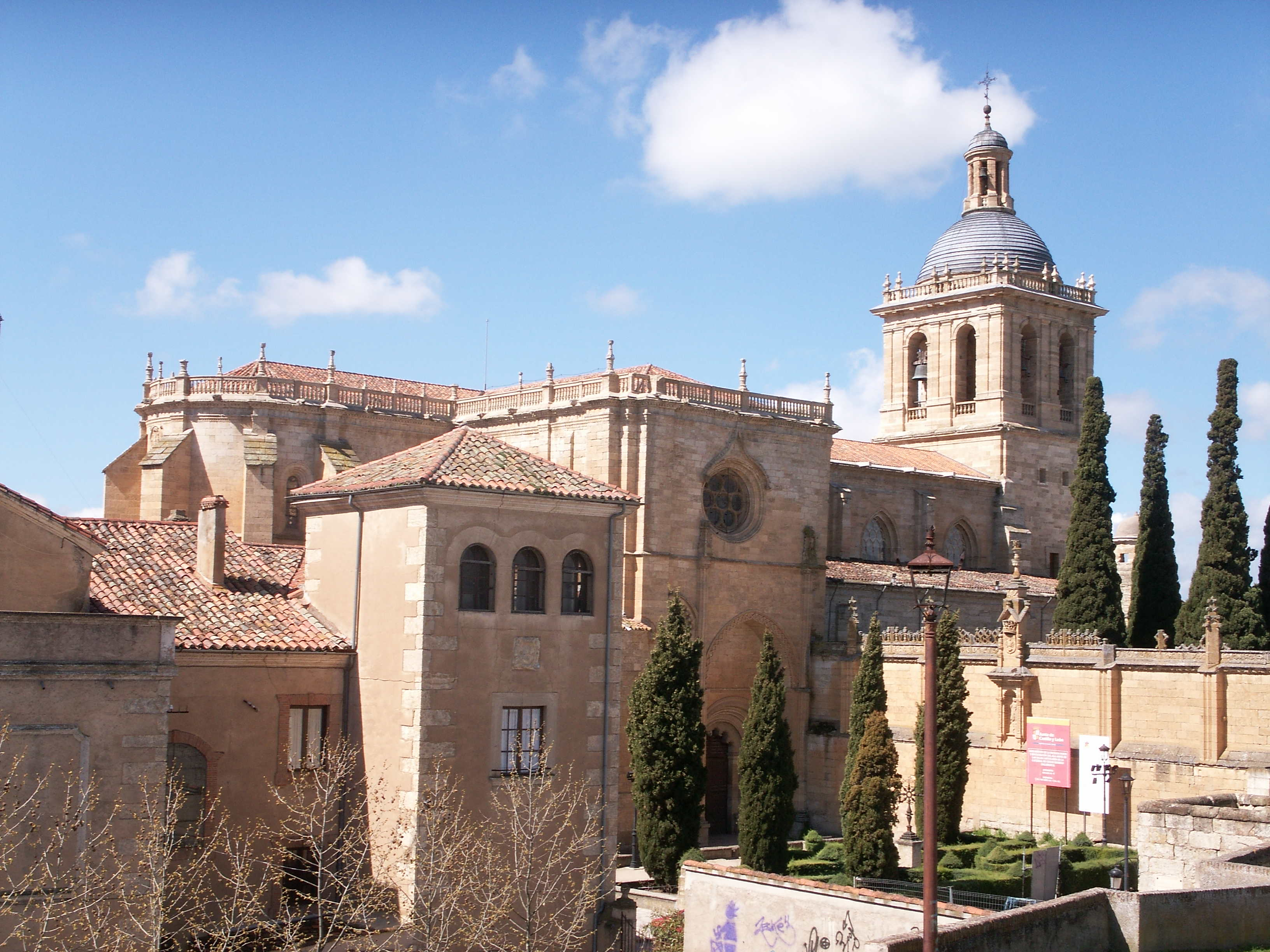
Catedral de Santa María de Ciudad Rodrigo

La actual Capilla Mayor fue levantada por el arquitecto de la Catedral Nueva de Salamanca Rodrigo Gil de Hontañón en tiempos del obispo Juan Pardo Tavera (que llegaría a ser Cardenal), cuyas armas ostenta la fachada de la construcción. Albergó un buen retablo hispano flamenco, obra de Fernando Gallego y el Maestro Bartolomé, del que se conservan veintiséis tablas en la Universidad de Arizona, de Tucson, que presidía una hermosa imagen de la Virgen con niño, en alabastro, hoy en la Capilla del Santísimo. En la actualidad, tras perder el segundo retablo -de plata- durante la Guerra de la Independencia, la capilla está ornamentada por sendos cuadros barrocos de San Sebastián y San Jerónimo penitente, una Asunción de Juan Pascual de Mena procedente del Monasterio de Santa María de la Caridad a las afueras de la ciudad, San Pedro y San Pablo, probablemente también de Mena y que presidían la entrada al coro catedralicio y la cátedra del obispo, amen de otros cuadros de menor interés. Fue desprovista de sus rejas para adaptarla a la liturgia exigida por el Concilio Vaticano II en tiempos del obispo Demetrio Mansilla Reoyo y trasladadas a la Capilla del Pilar. 

### Capilla del Cristo de Oriente
Absidiolo románico del lado de la epístola. Primera capilla funeraria de la nobiliaria familia de los Pacheco. Varios monumentos funerarios de esta estirpe. El retablo mayor, en estuco, alberga la talla que da el nombre a la capilla, del siglo XVI.

### Capilla de la Virgen de la Faja
Absidiolo románico del lado del evangelio. Antigua capilla funeraria de los Garci-López de Chaves. Hoy con retablo barroco que alberga un lienzo de la Virgen de la Faja (o Virgen de Belén) procedente del Seminario diocesano, obra del Madrileño Francisco Javier Ramos en 1764, y una modesta escultura de San Bartolomé en el ático.

### Capilla del Santísimo
Estilo gótico. Primitiva capilla de San Blas, donde se celebraron los primeros cabildos. Alberga el monumento funerario del obispo Manuel López Arana. Retablo barroco, con una imagen de San Blas en el ático, y una interesante escultura en alabastro de Virgen con niño, del siglo XVI, que presidió el antiguo Retablo mayor de tablas pintadas.

### Capilla de los Dolores o de la Soledad
A pesar de datar del siglo XVIII, el estilo arquitectónico es gótico a imitación de a la anterior. Obra de Larra y Churriguera, encargo de 1728. Retablo churrigueresco con la imagen de Nuestra señora de los Dolores en el centro, flanqueada por San Francisco de Asís y San Diego de Alcalá.

### Capilla del Pilar
Se trata de una capilla barroca erigida tras la muerte del obispo aragonés Clemente Comenge siguiendo el proyecto de fray Antonio de San José Pontonés, mientras que las tallas se deben a Francisco Gutiérrez, discípulo de Luis Salvador Carmona.
En ella se encuentra un retablo barroco obra del ensamblador salmantino Miguel Martínez de la Quintana con las imágenes de San Juan Nepomuceno, San Pedro de Arbués y en el ático San Clemente, patrono del fundador.  
Además de éste está enterrado aquí el obispo de Ciudad Rodrigo y eminente historiador Demetrio Mansilla Reoyo, que se encargó del aggiornamiento del edificio tras el Concilio Vaticano II, a pesar de sus tendencias conservadoras, y responsable del traslado de las rejas de la capilla mayor a esta durante este proceso de reforma.

### Otros monumentos funerarios

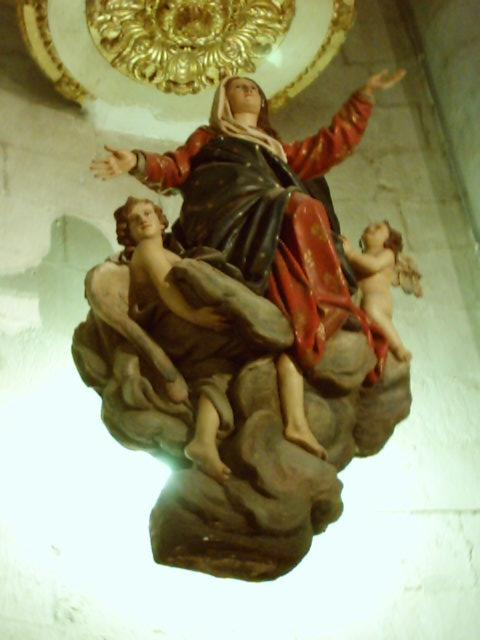
La Asunción, de Juan Pascual de Mena, procedente del Monasterio de La Caridad.

- Sepulcro de Obispo medieval. Estatua yacente en piedra de obispo medieval. La tradición dice que es don Domingo, uno de los primeros obispos civitatenses, cuya elección dio lugar al dicho castellano "obispo por obispo, séalo don Domingo".
- Altar de alabastro o de la Quinta angustia, obra cumbre del escultor afincado en Ciudad Rodrigo Lucas Mitata. Monumento funerario de Juana Pérez Piñero y su marido Hernando Chaves de Robles, con gran influencia del maestro Juan de Juni (de hecho, la iconografía es casi copia del sepulcro que aquel talló en el claustro de la catedral vieja salmantina).
- Sepulcro de los Fernández de Gata y Caraveo, padres de un canónigo de la catedral (siglo XVI). Situado en el crucero de la epístola, se atribuye también a Lucas Mitata. Se trata de una escultura yacente de un caballero dentro de un arcosolio decorado con pan de oro. Preside el monumento un crucifijo y, a ambos lados, las sombras de lo que un día fueron la Virgen y el San Juan que le acompañaron.
- Altar de San Miguel. Buena pintura barroca del triunfo del arcángel sobre el demonio.
- Sepulcro de Don Pedro Díaz, "el obispo que resucitó". En el crucero opuesto se encuentra el sepulcro de Don Pedro Díaz, obispo medieval que, según atestiguan los documentos que acompañan al monumento, se levantó del sarcófago durante su sepelio en la catedral para confesar sus pecados antes de volver a morir. Se trasladó aquí desde el otro crucero y se realizó el retablo barroco que lo alberga. Contiene una interesante pintura, que, si no lo es por la técnica, sí lo es por su iconografía, pues muestra la capilla mayor de la época, con el retablo de Fernando Gallego cubriéndolo.

## Otros personajes enterrados en la catedral
Otra serie de inscripciones en modestas losas incrustadas en la pared recuerdan a otras personalidades enterradas en la seo civitatense. Algunos de ellos tuvieron vistosos monumentos funerarios, pero fueron retirados en las reformas del siglo XVII. Un ejemplo es Marina Alfonso "la coronada".

## El coro
Tallado a finales del siglo XV por Rodrigo Alemán en estilo plateresco, con grandes influencias del gótico del norte de Europa. Destaca la calidad de la silla episcopal, la única que cuenta con una imagen en el respaldo (San Pedro), pues las demás tienen una no menos interesante labra gótica. En las paciencias y las misericordias, así como en las barandillas de las escaleras, el autor desplegó su imaginación en un sinfín de imágenes burlescas, eróticas y alusivas a fábulas populares. 

## El claustro

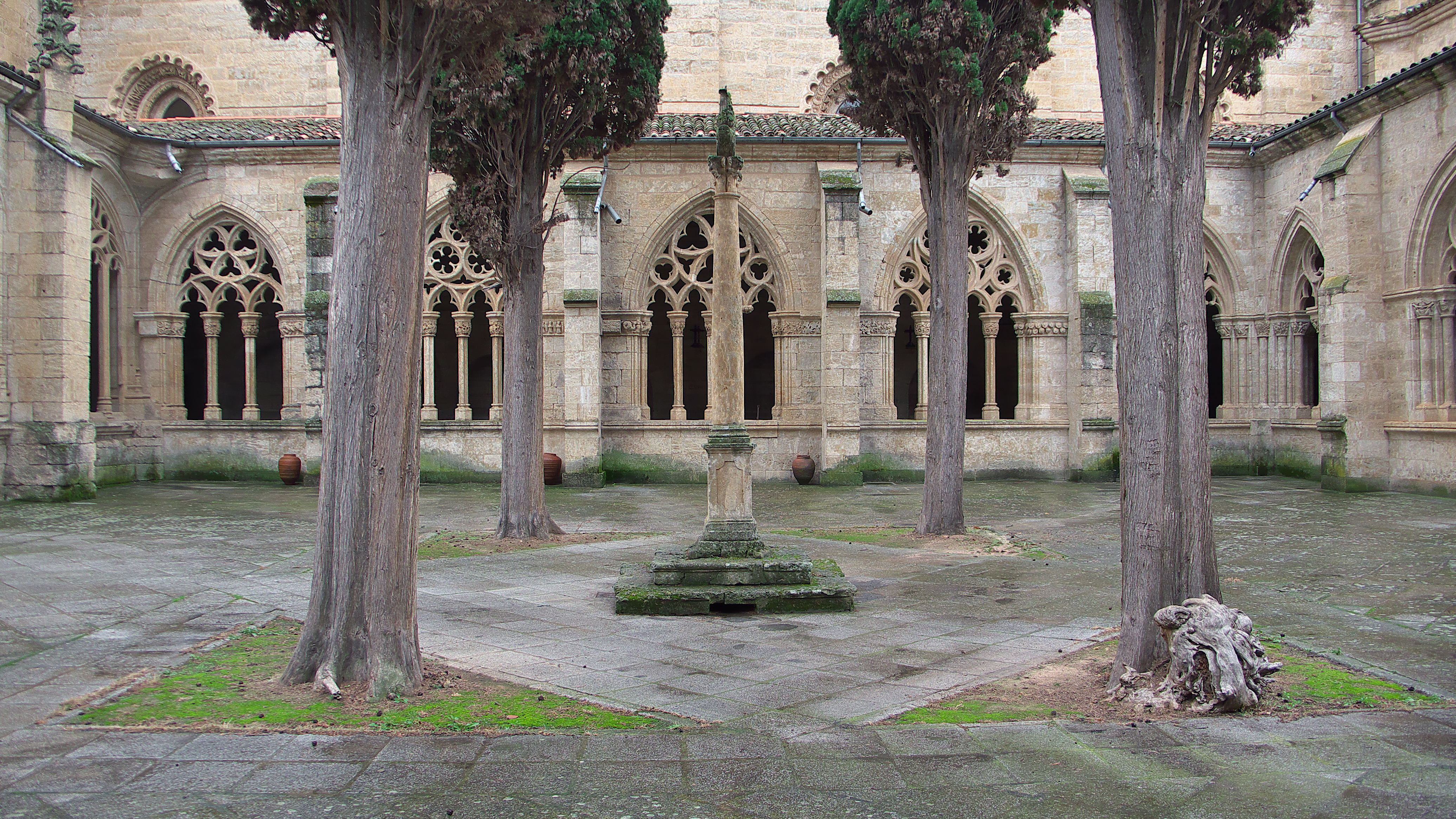
Galería sur

De planta cuadrada, cada lado se divide en cinco tramos de arcos apuntados con dos o tres columnas, con capiteles decorados con motivos figurativos y vegetales.
En él trabajaron los arquitectos Benito Sánchez (siglo XIV, al que se deben más partes de la construcción) y Pedro de Güemes (siglo XVI).

## El museo diocesano y catedralicio
Fue inaugurado en 1992 en tiempo del obispo Antonio Ceballos Atienza. Ya comenzado el siglo XXI se comenzó una remodelación gracias a la incentiva del deán Rafael García Cuadrado (1941-2008) y reabrió sus puertas dos años después de su fallecimiento.
En una primera sala se expone una interesante colección arqueológica en la que tienen cabida dos tipos de piezas; por una parte, los restos arquitectónicos de las reformas del edificio catedralicio (lápidas de obispos y capiteles del claustro) y, por otra, la colección arqueológica del que fue canónigo de la catedral, Serafín Tella Gallego, en la que destaca la colección numismática o un ara romana de mármol. Le sigue una sala dedicada a la liturgia. Aquí destaca el báculo medieval (siglo XIII) de la escuela de Limoges, la colección de cruces procesionales y el breviario de Isabel la Católica, una obra impresa en Francia por Philippus Pigouchet y que presenta unos finísimos grabados. En la sala dedicada a la escultura se pueden observar un Cristo de Marfil hispano-filipino de grandes dimensiones, una talla de Santa Catalina de Alejandría (siglo XVI) y una serie de vírgenes sedentes con la que se puede apreciar la evolución de esta iconografía a lo largo de los siglos. Por último, en el ámbito pictórico, cabría nombrar por la originalidad de la iconografía el Llanto sobre Abel muerto, un lienzo procedente del convento de las Madres Carmelitas y el magnífico San Miguel de Antonio María Esquivel, procedente del Seminario Diocesano. Asimismo, se exponen reproducciones de las tablas del antiguo retablo de Fernando Gallego, así como un audiovisual explicativo en el que los personajes de las tablas cobran vida.